# 彼得·佐勒
彼得·佐勒（德語：Peter Zoller，1952年9月16日—），奥地利理论物理学家，因斯布鲁克大学教授。他以在量子光学和量子信息领域的贡献而闻名，尤其是在量子计算和量子通信、量子光学和固态物理的交叉学科的先驱性工作。一直以来，他都中国科学界保持着的密切的联系。

## 生平
彼得·佐勒早年在因斯布鲁克大学学习物理，于1977年2月获得博士学位，并成为理论物理所的一名讲师。在1978－1979年，他获得Max Kade 奖金，赴美南加州大学做研究，师从Peter Lambropoulos教授。1980年，他前往新西兰的奥克兰，成为Dan Walls组内的一名研究员。随后，于1981年，彼得·佐勒向因斯布鲁克大学递交了他的著作“Über die lichtstatistische Abhängigkeit resonanter Multiphoton-Prozesse”，并凭此获得了“venia docendi”教授职位。他于1981－1982年及1988年在博尔德科罗拉多大学联合研究所(JILA)做访问学者，并于1986年成为在法国奥赛的巴黎十一大学的客座教授。1991年，彼得·佐勒成为博尔德科罗拉多大学的物理系教授和JILA的会员。1994年底，他接受了因斯布鲁克大学的讲席教授的职位，并工作至今。此外，从2003年起，彼得·佐勒在奥地利科学院的量子光学和量子信息研究所获得了科学主管的职位。
彼得·佐勒作为联合会员始终同JILA保持紧密的联系。此外，国际上很多研究中心也相继聘请他为客座教授。2004年，他被聘为哈佛大学的Loeb讲席教授，中国科学技术大学的严济慈讲席教授以及清华大学的讲席教授。2005年他被聘为荷兰莱顿大学的Lorentz讲席教授。在过去三年中，他还作为中国科学院科维里理论物理研究所的顾问团成员，协调组织了冷原子物理中的凝聚态物理的科研项目。
作为一名理论物理学家，彼得·佐勒主要从事光和原子相互作用的研究。除了量子光学的基础研究外，他还成功的将量子信息和固体物理结合起来。1995年，他和I. Cirac所提出了基于激光和离子阱的量子计算机模型。这一量子计算机模型已经于近年在少量量子比特系统上获得实验验证，并被认为是未来最有希望发展成可集成的实用量子计算机的方案。另外，佐勒和他的合作者们还致力于研究量子光学和固体物理之间的交叉学科。他建议用冷原子来建立量子模拟器来研究高温超导物理中尚未被解释的现象。佐勒所提出的想法和概念吸引了科学界相当多的注意力，迄今为止，他的工作已近被引用了接近25000余次。

## 榮譽
彼得·佐勒由于在量子光学和量子信息领域，尤其是他在量子计算机和量子通信方面的先驱性工作，在国际上被授予众多奖项。其中包括富兰克林研究所2010年的班傑明·富蘭克林獎章（与 Ignacio Cirac 和 David Wineland 一同获奖），2008年的 BBVA 基金会基础科学领域的前沿科学奖（与Ignacio Cirac一同获奖），2006年的狄拉克奖，第6届国际量子通信奖，2005年的聯合國教科文組織尼爾斯·波耳獎章，德国物理学会的马克斯·普朗克奖章，2000年的德国洪堡基金会的洪堡研究奖，1998年奥地利科学院的薛定谔奖，美国光学学会的马克斯波恩奖，以及奥地利科学界的最高奖—维根斯坦奖。
彼得·佐勒于2001年当选为奥地利科学院院士，2008年当选为美国国家科学院外籍院士，荷兰皇家艺术科学院外籍院士，并于2009年当选为西班牙皇家科学院外籍院士。

## 外部連結
- 维基共享资源上的相關多媒體資源：彼得·佐勒
- Biography Peter Zoller （页面存档备份，存于）
- Peter Zoller’s Thomson Reuters RESEARCHERID （页面存档备份，存于）